# 喬治·巴代伊
乔治·巴塔耶（法語：Georges Bataille，法語發音：[ʒɔʁʒ batɑj]；1897年9月10日—1962年7月9日），全名喬治·阿爾貝·莫里斯·維克托·巴塔耶（Georges Albert Maurice Victor Bataille），法國哲學家，有解構主義、後結構主義、後現代主義先驅之譽。

## 生平
巴塔耶出生於法國多姆山省比永，出生前其父即身染梅毒，導致雙眼失明、全身癱瘓。1914年一戰期間，巴塔耶皈依天主教，一度立志成為神職人員。戰時，他應召入伍，後因肺結核而除役。隔年與母親躲避戰亂，不得已拋下臥病在床的父親。
1918年，巴塔耶抵達巴黎，就讀於巴黎文獻學院（l’École des chartes），1922年畢業。同年進入法國國家圖書館任職，直至1942年因病離職。
1922至25年間，巴塔耶結識流亡的俄籍哲學家列夫·舍斯托夫，在舍斯托夫引介下閱讀尼采與杜斯妥也夫斯基的作品，並且可能在此時期拋棄天主教信仰，生活開始放蕩，留連妓院，曾以俄羅斯輪盤賭上自己的性命。1924年巴塔耶結識安德烈·布勒東等超現實主義者，1926年初次接觸薩德的作品，1928年3月他與西尔维娅·马克莱斯（Silvia Maklès）結婚，同年以筆名奧克勳爵（Lord Auch，意為「天主拉屎／滾蛋」）推出小說《眼睛的故事》，書中表現出他的性虐狂、被虐狂、戀屍癖及屎尿癖傾向，也從此與重視道德的超現實主義分歧。1930年巴塔耶的母親逝世於巴黎，他曾自言他於守靈夜時在母親屍體面前自慰。
1933年巴塔耶研讀黑格爾的《精神現象學》，並受马瑟·牟斯《論禮物》的影響。1934年他與太太席薇雅分居，結識情婦克萊特·佩尼奧。1935年他與布勒東暫棄前嫌，共同合作對抗法西斯主義，提出道德革命的訴求。1936年成立了超现实主义秘密社团“无头人”，并发行了同名刊物《Acéphale》。1938年克萊特·佩尼奧過世。1940年德軍進入巴黎，他開始四處逃難。隔年結識莫里斯·布朗肖，兩人成為至交。
1943年巴塔耶認識有夫之婦迪亚娜·德·博阿爾內（Diane de Beauharnais），從1945年兩人定居開始，迪亚娜陪伴了巴塔耶的後半生。1951年巴塔耶前往奧爾良擔任圖書館館長。1954年被診斷出晚期大腦動脈硬化，身體逐漸衰弱，1962年逝世。

## 外部連結
- "Architecture" - short essay by Georges Bataille
- Petri Liukkonen. "Georges Bataille". Books and Writers
- Popsubculture, Bio Project, George Bataille biography （页面存档备份，存于）
- SOFT TARGETS Journal, Bataille's Apocalypse 的存檔，存档日期29 August 2018.
- University of Wolverhampton, Extract from Bataille's Eroticism 的存檔，存档日期7 February 2006.
- IMDb entry for Ma mère （页面存档备份，存于）
- Hayward Gallery's 'Undercover Surrealism' site 的存檔，存档日期20 November 2008.
- New Statesman, Bataille's exhibition （页面存档备份，存于）
- Janus Head: Journal of Interdisciplinary Studies in Literature, Continental Philosophy, Phenomenological Psychology, and the Arts. Geoffrey Roche, "Bataille on Sade" 的存檔，存档日期7 August 2007.
- Revue Silène, From Heterogeneity to the Sacred （页面存档备份，存于）
- Centre National de la Recherche Scientifique, Jérome Bourgon's Bataille essay
- Out of line theatre's devised theatre creation based upon Bataille's "The Dead Man"
- "Toward General Economy," in the journal Scapegoat, issue 05, 2013 （页面存档备份，存于）